# Dervock
Dervock é uma pequena vila na Irlanda do Norte situada às margens do rio do mesmo nome, com uma população de 601 habitantes (censo 2001). Na pequena vila existem uma escola primária, um pequeno hospital e diversos estabelecimentos comerciais. 
Sua referênca histórica mais conhecida se dá por ser o local de nascimento do campeão da maratona dos  Jogos Olímpicos de Estocolmo em 1912, Kenneth McArthur.